# ميناء الفجيرة

ميناء الفجيرة

ميناء الفجيرة يعتبر من أكبر الموانئ البحرية في دولة الإمارات العربية المتحدة حيث بدأ في بناء الميناء في عام 1978م. وقد بدأ الميناء التشغيل الفعلي في عام 1983م، ومنذ ذلك الحين يعمل بصورة مستمرة. ورئيس هيئة ميناء الفجيرة هو صاحب السمو الشيخ صالح بن محمد الشرقي. للميناء رصيف واحد متواصل بطول 1.4 كيلو متر وبعمق 15 متر. يعتبر ميناء الفجيرة من أهم موانئ نقل الماشية في العالم، حيث قامت أكبر شركات الماشية في العالم بإنشاء محطاتها الرئيسية للأغنام والأبقار في شبه الجزيرة العربية في ميناء الفجيرة.

## وصلات خارجية
- الموقع الرسمي